# Amorphinopsis megarrhaphea
Amorphinopsis megarrhaphea är en svampdjursart som först beskrevs av Lendenfeld 1887.  Amorphinopsis megarrhaphea ingår i släktet Amorphinopsis och familjen Halichondriidae.
Artens utbredningsområde är havet kring Australien. Inga underarter finns listade i Catalogue of Life.